# Britische Unterhauswahl 1959
| Regierung (365): Conservative 345 National Liberal 20 |  | Opposition (265): Labour 258 Liberal 6 ICon 1 |
| Speaker 1                                             |  |                                               |

Zusammensetzung:

Die britische Unterhauswahl 1959 fand am 8. Oktober 1959 statt. Bei der Wahl wurden die Abgeordneten für das Unterhaus (House of Commons) neu bestimmt. Die Conservative Party fuhr mit 46,6 Prozent ein nahezu identisches Ergebnis im Vergleich zur vorigen Unterhauswahl von 1955 ein. Damit konnte sie ihre absolute Mehrheit verteidigen. Die Labour Party musste deutliche Verluste hinnehmen. Die meisten Stimmen hinzugewinnen konnte die Liberal Party. Harold Macmillan konnte Premierminister bleiben.

## Vorgeschichte
Die Konservativen gewannen bereits 1955 unter Anthony Eden eine absolute Mehrheit. Dieser musste in Folge der Suezkrise 1957 zurücktreten, auf ihn folgte Schatzkanzler Harold MacMillan. MacMillan schaffte es bis zur Wahl die Stimmung zu drehen und erfreute sich im Volk hoher Beliebtheit. Nicht zuletzt durch die sich bessernde Wirtschaftliche Lage sagten die Umfragen vor der Wahl einen Sieg der Konservativen voraus.

## Wahlsystem
Gewählt wurde nach dem einfachen Mehrheitswahlsystem. Eine Sperrklausel gab es nicht.

## Wichtige Parteiführer

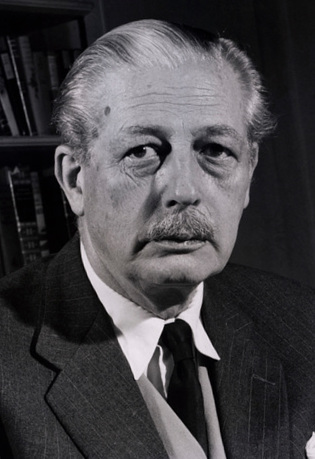
Premierminister Harold Macmillan (Conservatives)
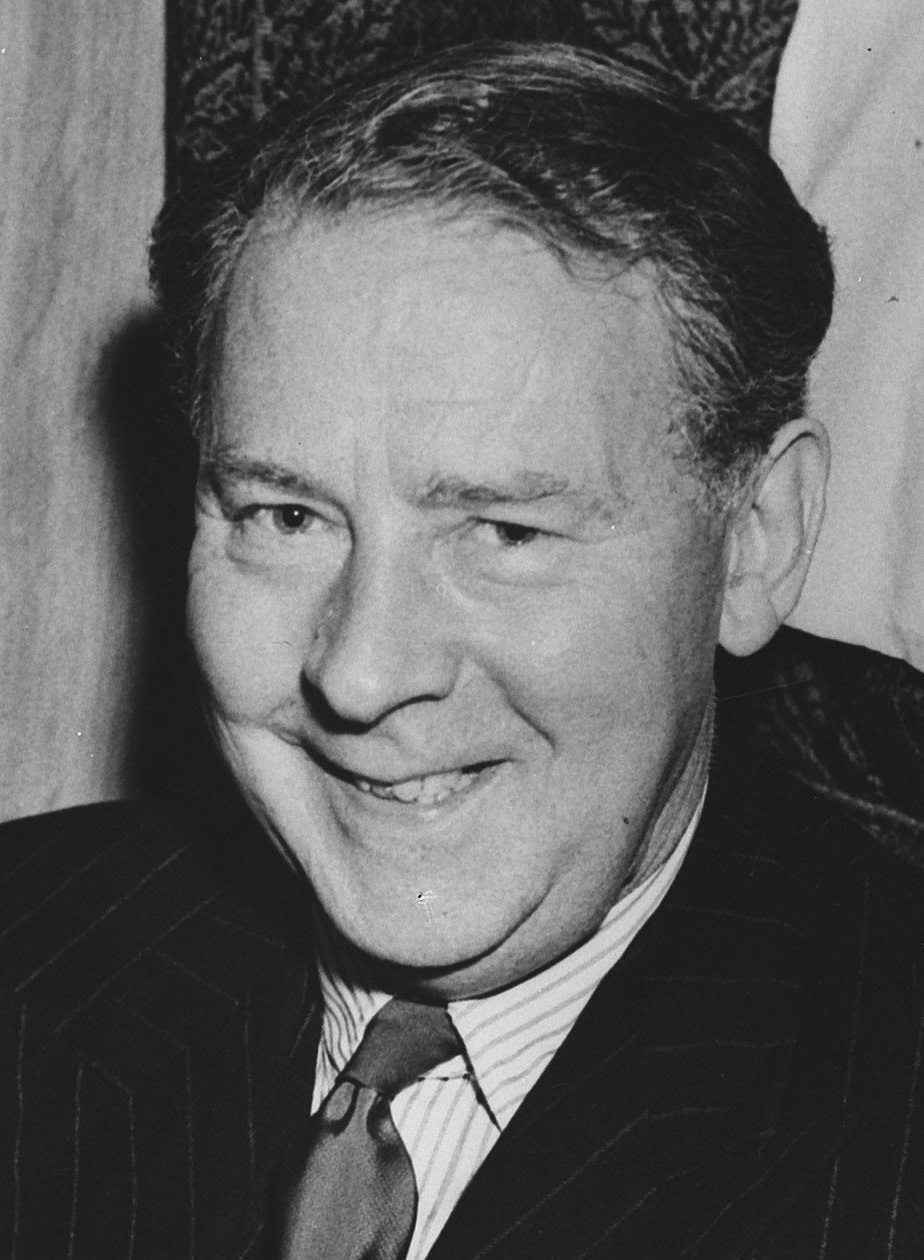
Oppositionsführer Hugh Gaitskell (Labour)
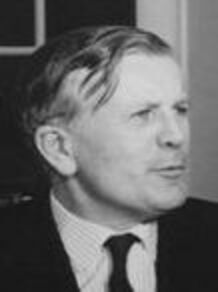
Member of Parliament Jo Grimond (Liberal)

## Wahlergebnis

Ergebnisse nach Wahlkreisen. Die Farben entsprechen der nebenstehenden Tabelle.

| Partei          | Partei                           | Stimmen    | Stimmen | Stimmen | Sitze  | Sitze |
| Partei          | Partei                           | Anzahl     | %       | +/−     | Anzahl | +/−   |
| --------------- | -------------------------------- | ---------- | ------- | ------- | ------ | ----- |
|                 | Conservative Party               | 12.985.081 | 46,6    | −       | 345    | +21   |
|                 | Labour Party                     | 12.216.172 | 43,9    | −2,5    | 258    | −19   |
|                 | Liberal Party                    | 1.640.760  | 5,9     | +3,2    | 6      | −     |
|                 | National Liberal Party           | 765.794    | 2,7     | −0,4    | 20     | −1    |
|                 | Plaid Cymru                      | 77.571     | 0,3     | +0,1    | −      | −     |
|                 | Sinn Féin                        | 63.415     | 0,2     | −0,4    | −      | −2    |
|                 | Communist Party of Great Britain | 30.896     | 0,1     | −       | −      | −     |
|                 | Scottish National Party          | 21.738     | 0,1     | +0,1    | −      | −     |
|                 | Independent Labour Group         | 20.062     | 0,1     | −       | −      | −     |
|                 | Unabhängige Konservative         | 14.118     | 0,0     | −       | 1      | −     |
|                 | Sonstige                         | 27.045     | 0,1     | −       | −      | −     |
|                 | Gesamt                           | 27.862.652 | 100,0   |         | 630    |       |
| Wahlberechtigte | Wahlberechtigte                  | 35.397.304 |         |         |        |       |
| Wahlbeteiligung | Wahlbeteiligung                  | 78,7 %     |         |         |        |       |
| Quelle:         |                                  |            |         |         |        |       |

## Nach der Wahl
Durch den Wahlsieg konnten die Konservativen mit ihren nationalliberalen Verbündeten erneut eine Regierung bilden. Macmillan selbst trat 1963 aufgrund gesundheitlicher Probleme und einer Affäre um einen seiner Minister zurück. Sein Nachfolger wurde Alec Douglas-Home, der bis zur Wahl 1964 erneut eine konservativ-nationalliberale Regierung bildete.